# Neoherminia pachypalpia
Neoherminia pachypalpia är en fjärilsart som beskrevs av George Francis Hampson 1901. Neoherminia pachypalpia ingår i släktet Neoherminia och familjen nattflyn. Inga underarter finns listade i Catalogue of Life.